# I Want to Hold Your Hand/This Boy
I Want to Hold Your Hand/This Boy è il quinto singolo discografico del gruppo musicale inglese The Beatles, pubblicato nel Regno Unito nel 1963.

## Tracce
1. I Want to Hold Your Hand – 2:23 (John Lennon e Paul McCartney)
2. This Boy – 2:09 (John Lennon e Paul McCartney)